# José Ignacio Echániz
José Ignacio Echániz Salgado, né le 14 septembre 1963 à Valladolid dans la province du même nom, est un homme politique espagnol membre du Parti populaire (PP).
Élu membre du Congrès des députés en représentation de la circonscription de Madrid à trente-trois ans, il démissionne en juillet 1999 lorsqu'il est nommé conseiller à la Santé et à l'Intégration sociale du gouvernement de la Communauté de Madrid. Membre de l'exécutif de Ruiz-Gallardón, il quitte ses fonctions après les élections régionales de 2003, au cours desquelles il devient député à l'Assemblée de Madrid. Il démissionne en avril 2004 pour revenir au Congrès des députés. Réélu successivement, il démissionne une nouvelle fois lorsque María Dolores de Cospedal le nomme conseiller à la Santé et aux Affaires sociales de la Junte des communautés de Castille-La Manche en juin 2011.

## Biographie

### Vie privée
José Ignacio Echániz nait le 14 septembre 1963 à Valladolid en Castille-et-León mais réside durant toute son enfance à Guadalajara en Castille-La Manche. Il est marié et père de deux enfants.

### Formation et vie professionnelle
Il suit des études de médecine à l'université d'Alcalá de Henares où il obtient une licence. Il réalise une maîtrise en administration des affaires (MBA) puis obtient un diplôme postgrade aux États-Unis et en Hollande et se spécialise en économie de la santé.
Il a travaillé comme consultant et assesseur d'Accenture avant d'enseigner en tant que professeur universitaire.

### Un jeune cadre local
Il s'inscrit aux Nouvelles Générations (en espagnol : Nuevas Generaciones), la branche juvénile du Parti populaire, et devient le président de l'organisation dans la province de Guadalajara. Ce poste lui permet d'intégrer la direction régionale puis nationale du parti.
Il est investi sur les listes du PP lors des élections municipales du 10 juin 1987 et obtient un mandat de conseiller municipal de Guadalajara. Il siège alors dans l'opposition au maire socialiste Javier Irízar Ortega pour toute la durée de la mandature.

### Premiers mandats d'importance
Après les élections municipales du 26 mai 1991, le maire de Madrid José María Álvarez del Manzano le nomme conseiller à la Santé. Parallèlement, il devient député aux Cortes de Castille-La Manche en 1993 puis conserve son siège à la suite des élections régionales de mai 1995 et devient assesseur du groupe parlementaire populaire au Congrès des députés et au Sénat à l'ouverture de la Ve législature. Il renonce à l'ensemble de ses fonctions lorsqu'il devient député de la circonscription de Madrid au Congrès des députés après la démission de José Manuel Fernández Norniella.
Il renonce à son mandat de parlementaire national quelques mois avant la fin de la VIe législature du fait de sa nomination comme conseiller à la Santé et à l'Intégration sociale par le président de la Communauté de Madrid Alberto Ruiz-Gallardón en juillet 1999. Sous sa gestion, la communauté autonome acquiert les compétences en matière de Santé dans le cadre du transfert des compétences depuis le gouvernement central.
Il se porte candidat lors des élections régionales de mai 2003 et obtient un siège à l'Assemblée de Madrid. Il quitte alors le gouvernement régional qui assure l'intérim et est remplacé à son portefeuille exécutif par Alfredo Macho. Réélu au cours du scrutin anticipé de octobre 2003, il vote l'investiture d'Esperanza Aguirre à la présidence de la Communauté.

### Retour au Congrès
Il est investi en deuxième position derrière Luis de Grandes dans la circonscription de Guadalajara en vue des élections générales de mars 2004. Après avoir obtenu un siège de député, il officie comme porte-parole à la commission parlementaire du pacte de Tolède. Investi tête de liste, il est réélu en mars 2008 et nommé porte-parole à la commission du Travail et de l'Emploi.
Lors de ces mandats parlementaires, il fait partie du comité exécutif national du PP et des directions régionales en Castille-La Manche et à Madrid.

### Nommé dans le gouvernement Cospedal
Il abandonne une nouvelle fois son mandat de député en juin 2011 après que María Dolores de Cospedal, qui a remporté une majorité absolue lors du scrutin régional de mai 2011, décide de lui confier le portefeuille de la Santé et des Affaires sociales de son premier gouvernement. Il choisit alors Silvia Valmaña comme directrice générale aux Femmes, aux Mineurs et à la Promotion sociale.
Il est remplacé par les socialistes Jesús Fernández Sanz et Aurelia Sánchez Navarro après l'investiture d'Emiliano García-Page comme nouveau président de la Junte des Communautés de Castille-La Manche.
Après le congrès du PP de février 2012, il devient secrétaire national à la Santé et aux Affaires sociales. Il est remplacé par Dolors Montserrat lors du 18e congrès.

### Député de Madrid
Il occupe la douzième place sur la liste du PP à l'occasion des élections générales de décembre 2015 dans la circonscription de Madrid. Il assure son quatrième mandat de député après que le parti a obtenu treize sièges dans la circonscription. Membre suppléant de la députation permanente, il est porte-parole à la commission de l'Emploi et de la Sécurité sociale. Il siège aussi à la commission des Affaires étrangères, à celle de l'Économie et de la Compétitivité et à celle des Budgets.
Il conserve son mandat après les élections anticipées de juin 2016 ainsi que ses fonctions de porte-parole à la commission de l'Emploi et de la Sécurité sociale. Il est renouvelé à la députation permanente et siège à la commission du Suivi et de l'Évaluation du pacte de Tolède, présidée par Celia Villalobos, et à la commission mixte chargée de la Sécurité nationale dirigée par l'ancien ministre José Manuel García-Margallo. Il préside la délégation espagnole à l'assemblée de l'Union interparlementaire (UIP) et est assisté par Eduardo Madina, vice-président de la délégation jusqu'à la démission de celui-ci. À la suite de la nomination de Rubén Moreno comme secrétaire d'État aux relations avec les Cortes, José Ignacio Echániz est nommé porte-parole adjoint du groupe parlementaire populaire en mars 2018 et est chargé de coordonner le volet international du travail du groupe parlementaire. Son poste de président de la commission de RTVE revient au madrilène Antonio González. Le 4 avril 2018, il est élu président de la commission pour la Paix et la Sécurité de l'Union interparlementaire (UIP) lors de la 138e assemblée de l'organisation qui s'est déroulée à Genève. Soutien actif de Pablo Casado à l'occasion du 19e congrès du Parti populaire, celui-ci le désigne trésorier du groupe parlementaire populaire le 27 juillet 2018.